# Nguyễn Khắc Nhu
Nguyễn Khắc Nhu (1882 – 1930) là một chí sĩ yêu nước Việt Nam thời cận đại. Ông là một trong những cột trụ của Việt Nam Quốc dân đảng thời kỳ trước 1930.

## Thân thế
Ông sinh năm 1882 tại làng Song Khê, huyện Yên Dũng (nay là xã Song Khê, thành phố Bắc Giang), tỉnh Bắc Giang. Xuất thân trong một gia đình Nho học, mồ côi cha năm 13 tuổi, thuở nhỏ ông theo học khoa cử. Năm 1912, lúc 31 tuổi, dự thi khảo hạch để thi Hương, ông xếp thứ nhất cả trấn Kinh Bắc nên đương thời gọi là Đầu xứ Nhu, gọi tắt là Xứ Nhu.

## Cuộc đời cách mạng
Năm 1903, ông từng dẫn đường cho Phan Bội Châu lên đồn Phồn Xương gặp Đề Thám (Hoàng Hoa Thám). Sau nhiều lần thi Hương không đậu, ông về quê dạy học và tham gia phong trào Đông Du, lập Hội quốc dân dục tài theo kiểu phong trào Đông Kinh nghĩa thục, thực hiện một số cải cách tại quê nhà, tuy nhiên đều bị chính quyền thực dân cấm không được phép hoạt động.
Năm 1907 ông làm trưởng đoàn cùng 17 thanh niên tham gia phong trào Đông Du, sau khi cả phong trào Đông du và Đông Kinh nghĩa thục đều bị tan vỡ, thực dân Pháp truy nã và bắt giam nhiều nhà chí sĩ, có cả Phan Bội Châu và Phan Chu Trinh. Nguyễn Khắc Nhu sang Trung Quốc, tham gia vào cuộc vận động cứu nước nhưng không gặp được phái viên của Phan Bội Châu nên đến Quảng Tây lại phải quay về Việt Nam.
Từ năm 1908 đến năm 1922 Nguyễn Khắc Nhu làm tổng sứ ở Thịnh Liệt, sau đó là Lạc Gián. Trong thời gian này Nguyễn Khắc Nhu luôn quan tâm tìm đồng chí để làm cách mạng.
Sau khi thôi dạy học ông trở về quê làm thầy lang và khởi xướng cải cách xã hội, như: Đào giếng khơi lấy nước sạch dùng trong sinh hoạt, dạy nhân dân nghề dệt khăn, vận động nhân dân bỏ dần các hủ tục trong tổ chức đám hiếu, đám hỷ, viết bài báo cho các tờ cách mạng.
Năm 1926 ông liên lạc được với Phan Bội Châu đang bị giam lỏng ở Huế, từ đó ông kêu gọi vận động thành lập Hội Quốc Dân Dục Tài để đào tạo thanh niên theo kiểu Đông Kinh Nghĩa Thục, nhưng không được phép hoạt động.
Năm 1927 ông thành lập hội Việt Nam Dân Quốc với chủ trương khởi nghĩa vũ trang ở Đáp Cầu, Bắc Ninh, Phả Lại nhưng sau đó phải hoãn do sự cố vô ý để bom nổ.
Năm 1928 ông sáp nhập hội Việt Nam Dân Quốc vào Việt Nam Quốc Dân Đảng và ông được cử tham gia với vai trò là Trưởng ban Lập pháp, Giám sát của đảng.
Năm 1929, sau Vụ ám sát Bazin - một trùm mộ phu đồn điền Nam Kỳ, các cơ sở của Việt Nam Quốc Dân Đảng bị thực dân Pháp khủng bố ác liệt, ông và Nguyễn Thái Học trốn thoát rút lui vào hoạt động bí mật và bị "Hội đồng Đề hình" kết án vắng mặt ông 10 năm cấm cố. Trước tình hình có khả năng tan vỡ, các lãnh đạo Việt Nam Quốc dân đảng quyết định đẩy mạnh hoạt động vũ trang khởi nghĩa với phương châm "Không thành công thì thành nhân". Năm 1930, ông được giao nhiệm vụ trực tiếp lãnh đạo khởi nghĩa ở Yên Bái, Phú Thọ, Sơn Tây. Do không chuẩn bị kỹ lưỡng, các lực lượng ở các nơi không cùng bộc phát một lúc, thực dân Pháp có điều kiện phòng ngừa, nên cuộc khởi nghĩa thất bại.
Ngày 9 tháng 2 năm 1930, ông trực tiếp chỉ huy trận đánh tập kích đồn binh Hưng Hóa và phủ lị Lâm Thao. Sáng hôm sau, quân Pháp từ Phú Thọ kéo lên phản công quyết liệt, quân khởi nghĩa bị đánh tan, Nguyễn Khắc Nhu bị thương giữa đường. Ông dùng lựu đạn tự tử nhưng không chết và bị quân Pháp bắt được. Trên đường giải về trại giam, ông nhảy xuống sông tự trầm, nhưng lại bị quân Pháp vớt được và đem về giam ông tại Hưng Hóa. Tại đây, ngày 11 tháng 2 năm 1930, ông đập đầu vào tường giam tự tử để bảo toàn khí tiết, hưởng dương 49 tuổi.

## Sáng tác
Ông là tác giả của một số bài báo vận động cải cách đăng trên báo: An Nam tạp chí, Thực nghiệp dân báo... Ông còn làm thơ, có bài Tiễn bạn...

## Ghi công
Ngày 08/02/1961 Thủ tướng Phạm Văn Đồng ký tặng Bằng Tổ quốc ghi công và công nhận là liệt sĩ cách mạng.
Tên ông được dùng để đặt cho đường phố ở Hà Nội, Thành phố Hồ Chí Minh, Bắc Giang, Đà Nẵng, An Giang, Yên Bái và một số thành phố khác của Việt Nam.
Tượng đài tưởng niệm ông ở xã Song Khê, thành phố Bắc Giang đã được tỉnh Bắc Giang cấp bằng công nhận di tích lịch sử. Trường Tiểu học và THCS tại xã Song Khê được mang tên là Nguyễn Khắc Nhu.
Ngày 06/11/2014 khởi công xây dựng tu bổ địa điểm lưu niệm nhà yêu nước Nguyễn Khắc Nhu ở xã Song Khê, hoàn công ngày 26/12/2014 và tổ chức lễ khánh thành ngày 11/01/2015.